# درندگان نوتردام
درندگان نوتردام (فرانسوی: L'Éventreur de Notre-Dame‎) یک فیلم اروتیک ترسناک به کارگردانی خسوس فرانکو است که در سال ۱۹۷۵ منتشر شد. نسخه‌های متفاوتی از این فیلم موجود است؛ از جمله نسخه‌ای تحتِ عنوانِ «سکس با جن‌زده» با صحنه‌های هاردکور. از بازیگران فیلم می‌توان به لینا رومای، خسوس فرانکو و مونیکا سوین اشاره کرد.